# Achaius flavorufus
Achaius flavorufus är en stekelart som beskrevs av Heinrich 1965. Achaius flavorufus ingår i släktet Achaius och familjen brokparasitsteklar. Inga underarter finns listade i Catalogue of Life.